# 3603 Gajdušek
3603 Gajdušek eller 1981 RM är en asteroid i huvudbältet som upptäcktes den 5 september 1981 av den slovakiske astronomen L. Brožek vid Kleť-observatoriet. Den har fått sitt namn efter den tjeckiske optikern Vilém Gajdušek.
Asteroiden har en diameter på ungefär 7 kilometer.